# SuS 1898 Magdeburg
Die Sport- und Spielvereinigung 1898 Magdeburg (kurz SuS 1898 Magdeburg, laut Grüne auch Sport- und Spielvereinigung 1919 Magdeburg (SSV 1919 Magdeburg)) war ein deutscher Fußballverein aus Magdeburg, der von 1898 bis 1945 existierte. Der Club spielte in der Gauliga Mittelelbe des Verbandes Mitteldeutsche Ballspiel-Vereine (VMBV). Heimstätte war der Sportplatz An der Schönen Aussicht.

## Geschichte
Die erste überlieferte Teilnahme in der Erstklassigkeit fand 1920/21 statt. Zu diesem Zeitpunkt dienten im VMBV sieben Kreisligen als oberste Spielklassen, SuS Magdeburg wurde Vierter von zehn teilnehmenden Mannschaften in der Kreisliga Elbe. 1922/23 gewann der Verein die Kreisliga mit drei Punkten Vorsprung vor dem Magdeburger FC Viktoria 1896 und Viktoria Stendal und qualifizierte sich somit für die Endrunde um die mitteldeutsche Fußballmeisterschaft. Dort konnte SuS Magdeburg bis ins Halbfinale vordringen, das am 15. April 1923 stattfindende Spiel gegen den VfB Leipzig ging jedoch mit 0:1 verloren. In der folgenden Spielzeit wurden die Kreisligen aufgelöst und durch die bereits bis 1919 als erste Ligen vorhandenen Gauligen ersetzt, SuS Magdeburg wurde in der Gauliga Mittelelbe mit einem Punkt Rückstand auf den FV Fortuna Magdeburg Zweitplatzierter. 1926/27 wurde der Verein mit vier Punkten Vorsprung vor dem FuCC Cricket-Viktoria 1897 Magdeburg Gaumeister Mittelelbe, somit qualifizierte sich Magdeburg zum zweiten Mal für die mitteldeutsche Fußballendrunde. Hier war jedoch bereits in der 2. Runde Schluss, der Verein unterlag Schwarz-Gelb Weißenfels mit 0:2. Bis 1933 verblieb der SuS Magdeburg in der Gauliga, konnte aber keine Spitzenpositionen mehr erreichen.
Nach Einführung der Gauliga Mitte 1933, für die der Verein nicht berücksichtigt wurde, spielte SuS Magdeburg fortan nicht mehr erstklassig. 1945 wurde der SSV Magdeburg aufgelöst, eine Neugründung wurde nicht vollzogen.

## Statistik
- Teilnahme mitteldeutsche Fußballendrunde: 1922/23 (HF), 1926/27 (ZR)
- Abschlusstabellen Deutschland auf claudionicoletti.eu
- Abschlusstabellen auf oberberg-fussball.de